# Le Braconnier de Dieu (livre)
 (mai 2017).
Pour l’article homonyme, voir Le Braconnier de Dieu.
Le Braconnier de Dieu est un roman de René Fallet publié en 1973.

## Résumé
«Ce fut en allant voter Pompidou que Frère Grégoire rencontra le péché». Telle est l'entame de ce roman, hymne à la poésie du langage bourbonnais, qui raconte l'histoire de Grégoire Quatresous, humble ouvrier agricole du Bourbonnais qui, pendant la Deuxième Guerre mondiale, en 1943, pour échapper aux allemands, trouve refuge dans l'abbaye de Sept-Fons où il finit par prendre la bure et devenir moine cistercien. En 1969, la France doit se choisir un nouveau président. Grégoire devenu frère Grégoire se prépare à s'acquitter de son devoir électoral. C'est la première fois qu'il quitte la clôture de l'abbaye. Sur le chemin du bureau de vote, il croise Muscade, une jolie femme de 32 ans, qui bronze sur sa péniche, le long du canal latéral de la Loire. Il y retourne tous les soirs et ils s'aiment et se saoulent. Il quitte l'abbaye mais Muscade est partie. Il retrouve Baboulot et embauche chez Pejoux, agriculteur, avec lui. Il met enceinte la servante. Jésus vient le voir et lui demande de baptiser les moutons de Pejoux. Baboulot tombe malade et il l'accompagne à Lourdes en stop. Baboulot guérit et ils reviennent chez Pejoux. Grégoire lui fait rencontrer Jésus. Jésus transforme un château voisin en monastère et les y fait rentrer comme moines.

## Adaptation
Une adaptation cinématographique du roman réalisée par Jean-Pierre Darras est sortie en salles en 1983.

## Éditions
- Éditions Denoël, 1973  (ISBN 2207218597) (édition originale)
- Rombaldi (Bibliothèque du Temps présent), 1973  (ISBN 9782231001261)
- Folio n°1717, 1986  (ISBN 9782070377176)